# 藤原教長
藤原 教長（ふじわら の のりなが）は、平安時代後期から末期にかけての公卿・歌人。藤原北家難波家・飛鳥井家始祖、大納言・藤原忠教の次男。官位は正三位・参議。

## 経歴
元永2年12月（1120年1月）に元服し、従五位下に叙爵。左少将・五位蔵人として崇徳天皇に近侍し、大治3年（1128年）に従四位下に叙せられる。 のち、右中将を経て、保延4年（1138年）に蔵人頭に任ぜられる。永治元年（1141年）10月、父・忠教の薨去に伴い官職を辞すが、12月には復任と共に参議に任ぜられ公卿に列した。 
近衛朝でも累進して、久安5年（1149年）に正三位に至る。この間、議政官として右中将と丹波国・越前国・阿波国の国司を兼ねた。
保元元年（1156年）に勃発した保元の乱に際しては、崇徳上皇・藤原頼長側に加担。『保元物語』では源為義に対して再三の説得工作を行い自軍に参加させるといった中心的な役割を担ったと描かれる（真偽は不明）。上皇方の敗北後は出家・投降して恭順の意を示したが赦されず、常陸国信太の浮島（現在の茨城県稲敷市浮島）に配流された。
乱から6年後の応保2年（1162年）に都に召還され、高野山に入った。その後、安元年間（1175年 - 1177年）に鹿ケ谷の陰謀や安元の大火といった大事件が相次いだ際には、崇徳や頼長を神霊として祀り、その祟りを鎮めることを主張したという。

## 人物
- 崇徳朝の代表的歌人。出家後も仁安2年（1167年）の太皇太后宮亮経盛家歌合、治承2年（1178年）の別雷社歌合といった多くの歌合に出詠している。勅撰歌人として、『詞花和歌集』（2首）以下の勅撰和歌集に37首が採録されている[1]。家集に『貧道集』があり、『詞花集』に対して『拾遺古今』（散佚）を編んだ。『古今和歌集』の注釈『古今集註』も著している。
- 能書家としてもその名を知られ、藤原忠通の書の師範を務めたほどであり、藤原佐理の真書の書風を好んで書いたといわれる[2]。寺社の扁額を数多く手掛けたとされ[2]、蓮華王院の門額が現存し、その書は京だけでなく田舎でも流行したという。書の口伝書に『才葉抄』がある。『今鏡』に藤原頼長が藤原定信に対して、教長と当時能筆とされた[3]藤原朝隆のどちらが書の力量が勝っているかを問うたとの逸話があり[2]、当時教長と朝隆が双璧を為していたことが窺われる。『古事談』には宋に渡った重源が、教長筆の和漢朗詠集を宋人に見せると感歎された、という逸話が見える。ただし、教長のかな古筆は後世、大甥・飛鳥井雅経を伝称筆者として伝来している。これは、若年期の雅経が壮年期以降の教長の書を熱心に学んだため、両者が似ていたことが原因である。
- 仏教への信仰心が篤く、殿上人として朝廷に仕えていた頃から道心があり、在俗の身ながら聖のような様子であったという[2]。

## 真跡
- 「金銀切箔和漢朗詠集切」 9葉のみ確認されている 若書き 伝飛鳥井雅経筆
- 「崇徳院院宣」（『大手鑑』所載） 陽明文庫蔵 21歳から31歳の筆
- 「般若理趣経」 大東急記念文庫蔵 34歳の筆
- 「源氏物語絵巻」詞書第4類 徳川美術館蔵 竹河・橋姫各帖の詞書
- 「古今和歌集今城切」 晩年の筆 伝飛鳥井雅経筆
- 「伴大納言絵巻」詞書 出光美術館蔵 伝飛鳥井雅経筆
- 「長谷切和漢朗詠集」 伝飛鳥井雅経筆
- 「二荒山本後撰和歌集」 日光二荒山神社蔵 伝飛鳥井雅経筆

## 官歴
※日付は旧暦
- 元永2年（1119年）12月25日：叙爵（従五位下）
- 保安3年（1122年）
  - 6月20日：昇殿。
  - 9月8日：侍従
- 保安4年（1123年）
  - 正月22日：左近衛少将。
  - 正月28日：昇殿。
  - 11月6日：兼備中権介。
  - 11月27日：従五位上（大嘗会叙位、国司賞）
- 天治3年（1126年）正月5日：正五位下
- 大治元年（1126年）11月27日：五位蔵人
- 大治3年（1128年）
  - 正月5日：従四位下。
  - 正月8日：還昇
- 大治4年（1129年）正月24日：兼加賀権介
- 長承2年（1133年）正月5日：従四位上
- 長承3年（1134年）2月22日：近江権介
- 保延2年（1136年）
  - 11月4日：正四位下
  - 12月21日：右近衛中将
- 保延4年（1138年）
  - 7月：除籍。
  - 11月：還昇。
  - 11月17日：蔵人頭
- 保延5年（1139年）正月24日：兼伊予介
- 永治元年（1141年）
  - 10月25日：服解（父・忠教の薨去）。
  - 12月2日：復任、参議
- 康治2年（1143年）正月27日：丹波権守
- 久安3年（1147年）正月5日：従三位
- 久安5年（1149年）11月25日：正三位（稲荷祇園行幸行事賞）
- 仁平3年（1153年）正月20日：越前権守
- 久寿2年（1155年）正月28日：阿波権守
- 久寿3年（1156年）
  - 正月27日：右中将・阿波権守を辞し左京大夫に転任
  - 7月11日：出家

## 系譜
- 父：藤原忠教
- 母：源俊明の娘
- 生母不明の子女
  - 男子：覚慶
  - 男子：玄長